# Unione Sportiva Baracca Calcio 1996-1997
Questa pagina raccoglie le informazioni riguardanti l'Unione Sportiva Baracca Calcio nelle competizioni ufficiali della stagione 1996-1997.

## Rosa
| N. |                   | Ruolo | Calciatore            |
| -- | ----------------- | ----- | --------------------- |
|    | Italia (bandiera) | C     | Gianluca Ambriani     |
|    | Italia (bandiera) | C     | Antonio Buscè         |
|    | Italia (bandiera) | C     | Davide Cangini        |
|    | Italia (bandiera) | P     | Luca Capecchi         |
|    | Italia (bandiera) | C     | Giacomo Ceredi        |
|    | Italia (bandiera) | A     | Carlo Alberto Cirelli |
|    | Italia (bandiera) | D     | Sandro Ciuffetelli    |
|    | Italia (bandiera) | D     | Salvatore Colletto    |
|    | Italia (bandiera) | A     | Giovanni Di Somma     |
|    | Italia (bandiera) | D     | Eugenio Falcone       |
|    | Italia (bandiera) | A     | Nicola Fiorani        |
|    | Italia (bandiera) | D     | Enea Lolli            |

| N. |                   | Ruolo | Calciatore             |
| -- | ----------------- | ----- | ---------------------- |
|    | Italia (bandiera) | D     | Gaetano Lo Nero        |
|    | Italia (bandiera) | C     | Gaetano Lorusso        |
|    | Italia (bandiera) | A     | Luca Pazzaglia         |
|    | Italia (bandiera) | C     | Nicola Ricci Picciloni |
|    | Italia (bandiera) | C     | Maurizio Rizzioli      |
|    | Italia (bandiera) | C     | Gianluca Romanelli     |
|    | Italia (bandiera) | P     | Luigi Simoni           |
|    | Italia (bandiera) | D     | Stefano Sottili        |
|    | Italia (bandiera) | A     | Massimo Spagnolli      |
|    | Italia (bandiera) | D     | Marco Sugoni           |
|    | Italia (bandiera) | D     | Ivan Tosi              |
|    | Italia (bandiera) | C     | Michele Zamboni        |